# Sosnowiec
Sosnowiec (AFI: /sɔsˈnɔvjɛt͡s/; in slesiano: Sosnowjec; in yiddish: סאָסנעווצע Sosnevtze; in tedesco: Sosnowitz; in ceco: Sosnovec) è una città polacca situata nel voivodato della Slesia a nord-est di Katowice, della cui area urbana fa parte. 
La città è principalmente un centro industriale, avendo avuto un notevole sviluppo con il sorgere delle industrie siderurgiche, anche se si è sviluppato il settore terziario (soprattutto il turismo); conta 189.178 abitanti circa ed è la diciassettesima città polacca per popolazione, la terza nel voivodato della Slesia, subito dopo Katowice e Częstochowa. Interessante è il suo Museo Minerario.
Appartenente alla regione storica della Slesia, Sosnowiec fece parte dal 1946 del voivodato di Slesia-Dąbrowa. Nel 1975 entrò a far parte del voivodato di Katowice fino al 1999, quando tutta la regione divenne voivodato della Slesia.
La città è sede della Diocesi di Sosnowiec e di alcune strutture dell'Università della Slesia.
Sosnowiec fu grande centro del movimento rivoluzionario e fu nota per questo come capitale del "Bacino Rosso" (Czerwone Zagłębie).

## Geografia fisica

### Territorio
Sosnowiec si trova nel sud della Polonia, nella regione della Slesia e in particolare nell'area del suo vasto bacino carbonifero. 
Per Sosnowiec passano cinque piccoli fiumi e rii. Il più importante di essi attraversa tutta la Slesia: è il Brynica. Gli altri sono il Czarna Przemsza, il Biała Przemsza, il Potok Zagórski e il Bobrek.

### Clima

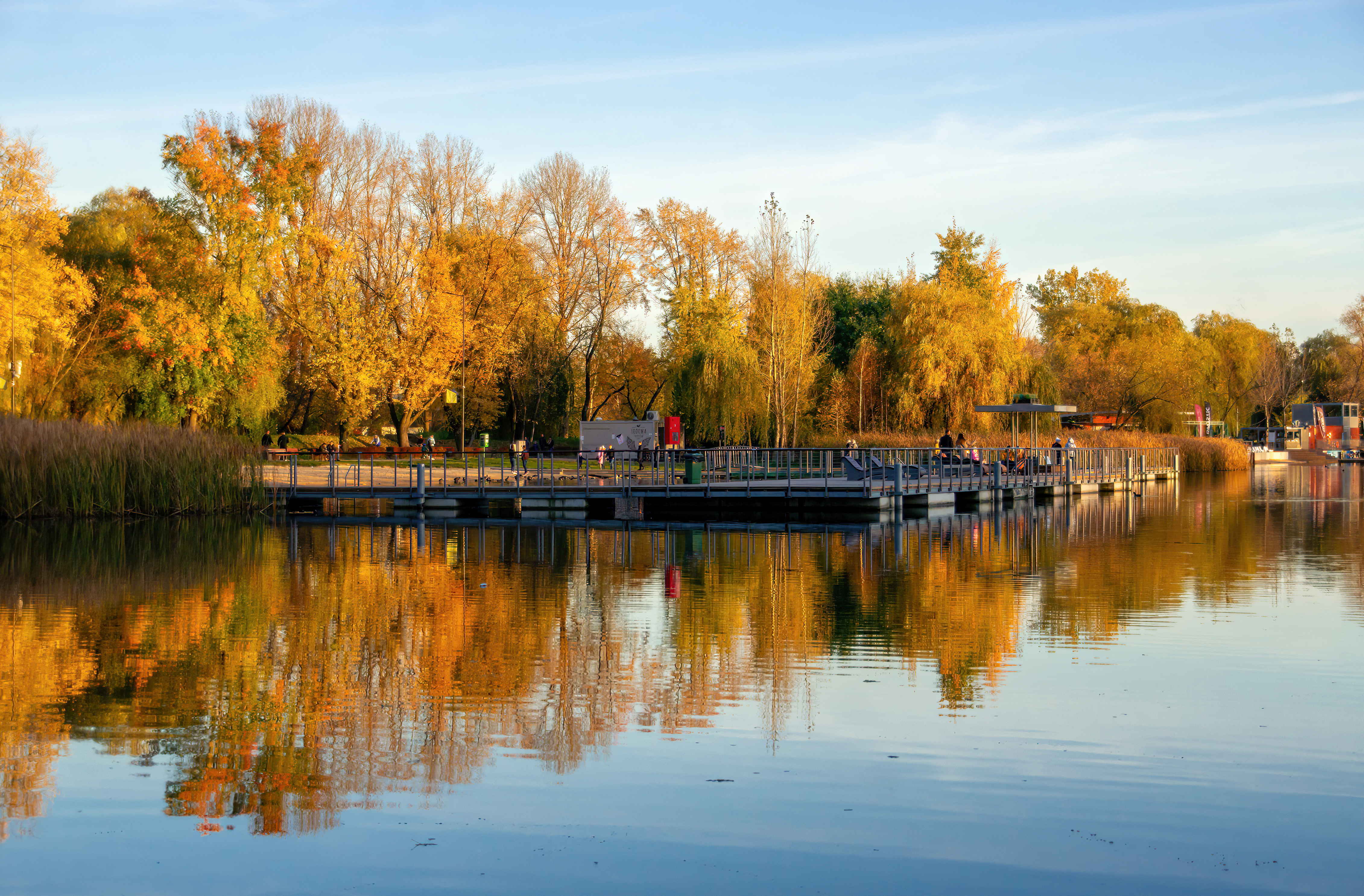
Stagno Stawiki

Il clima è continentale: le temperature medie variano dagli 8 °C ai 4. Vi sono notevoli precipitazioni e nebbie durante l'inverno create da incroci di correnti calde e fredde; se il clima invernale non viene mitigato da correnti di aria calda la temperatura può scendere anche a diversi gradi sotto zero. La primavera inizia ad aprile e l'estate, meno umida dell'inverno, termina alla fine di agosto. Vi è poi un autunno soleggiato che prepara ad un primo inverno ricco di piogge che sfocia poi in un gennaio e febbraio in cui sono presenti nevicate e tempeste.

## Storia

### Un piccolo centro abitato

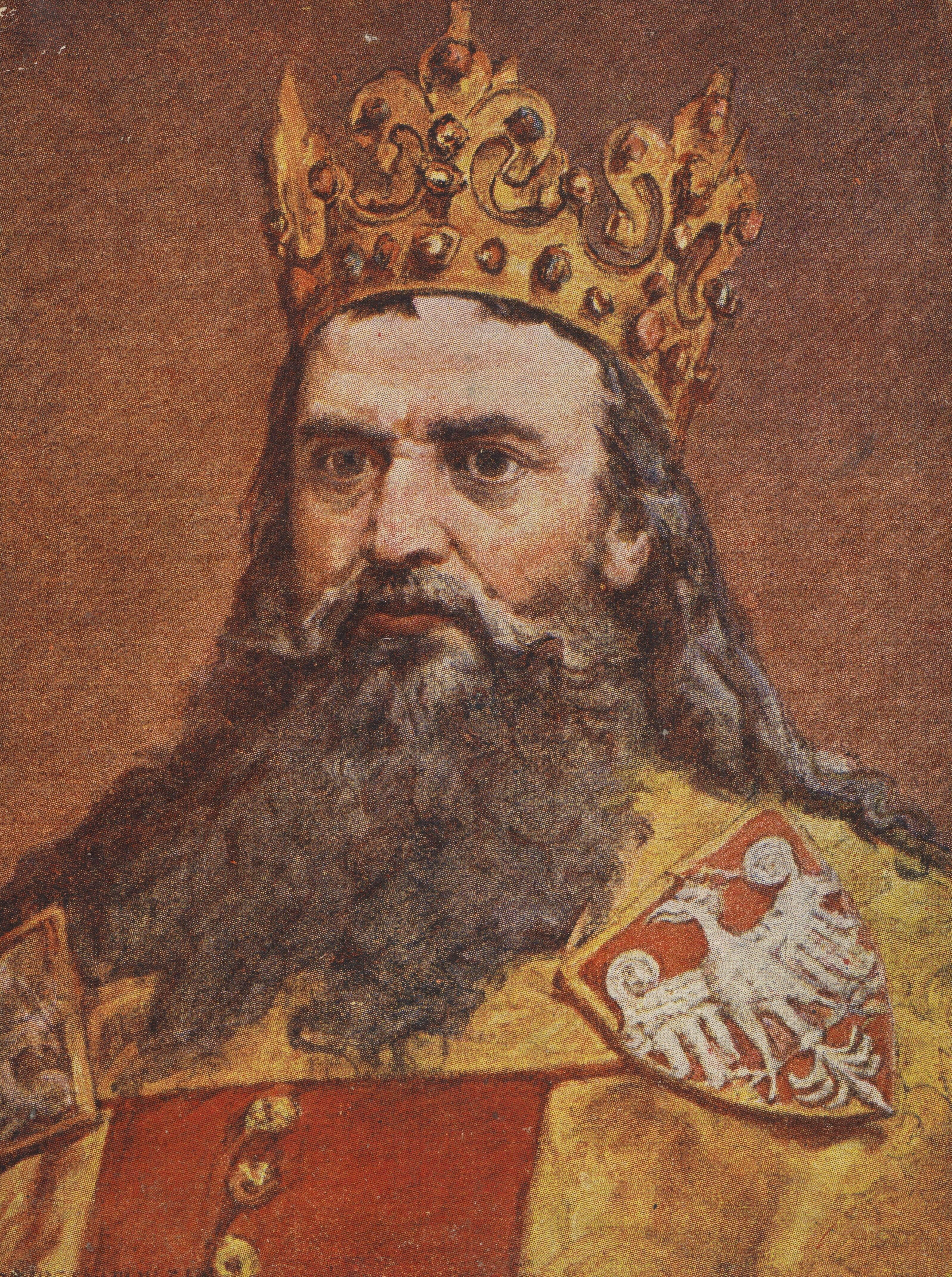
Casimiro III il Grande Re di Polonia

Prima di divenire città a tutti gli effetti, Sosnowiec era un piccolo centro abitato che subì, prima del Novecento, continue modifiche a livello territoriale, come del resto fu per tutta la Polonia. Nel 1795 passa sotto il regno di Prussia ed il borgo diviene molto conosciuto, soprattutto in Germania, dove la chiamavano Sosnowitz. Nel 1815, passerà sotto l'impero russo dopo la disfatta di Napoleone a Waterloo. Ancora prima di questi avvenimenti, diversi secoli fa, la città era divisa in diverse frazioni. I più antichi conosciuti sono Milowice, Sielec, Pogoń, Modzejów, Niwka, Środula e Radocha. Secondo una leggenda fu il Re di Polonia Casimiro III il Grande che, durante la sua visita ai paesi, a cui sembrarono molto ricchi di alberi (da qui il nome Sosnowiec), diede il nome di Sosnowic ai primitivi centri (anche se in alcuni documenti sembra che il nome dovesse essere Sosnowietz).

### Nascita e crescita di Sosnowiec

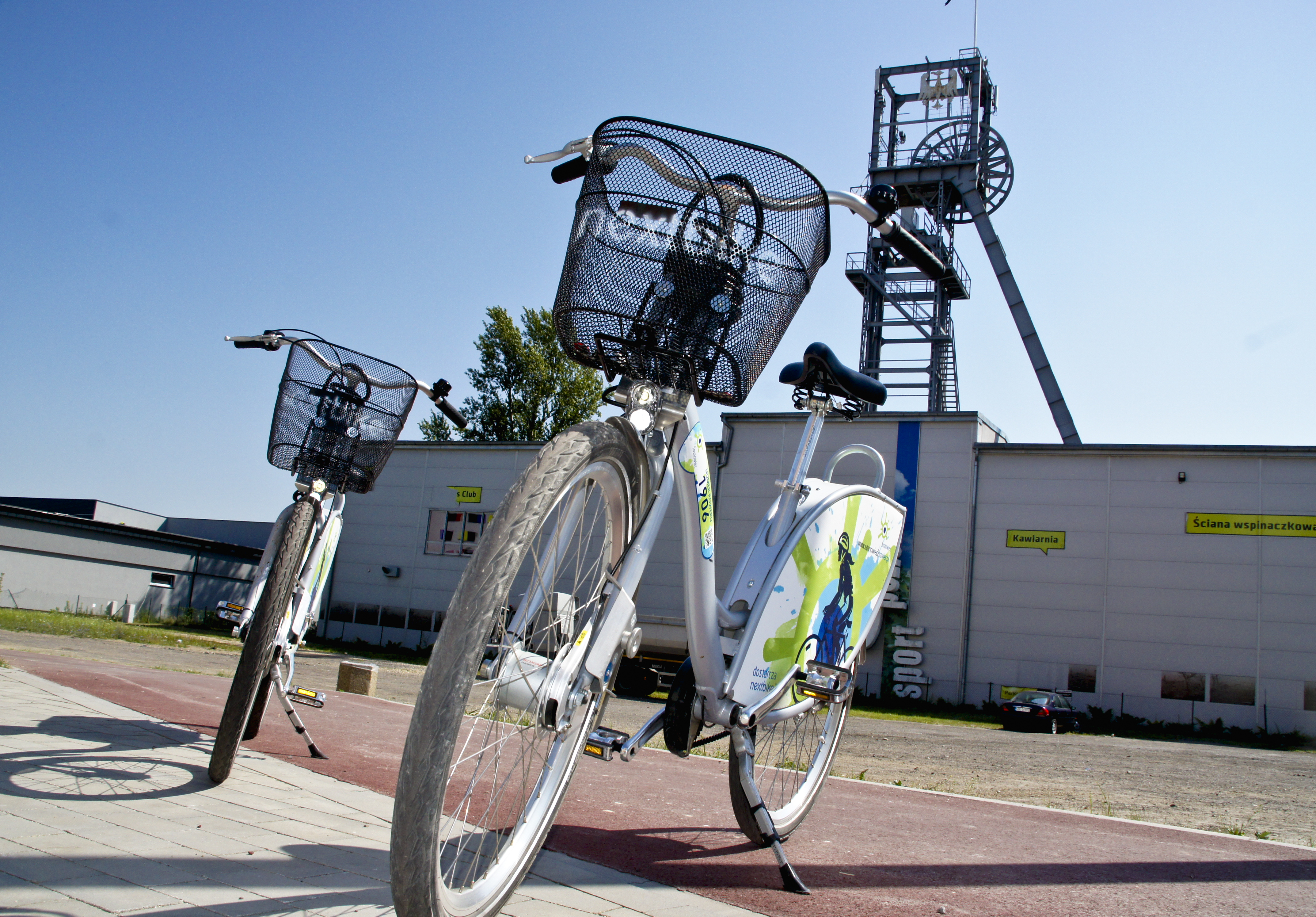
C'era una miniera di Carbone del primo Novecento a Sosnowiec

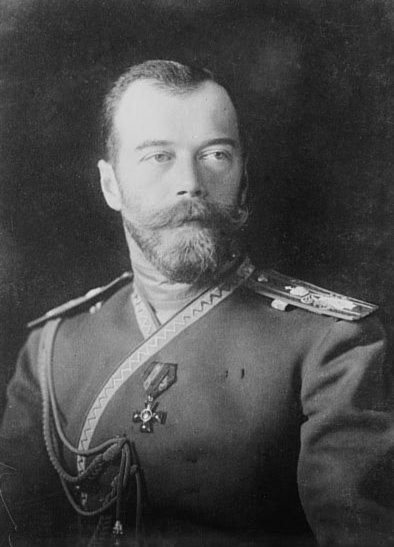
Lo Zar Nicola II

Come città Sosnowiec è abbastanza recente. Ebbe infatti la nomina a centro cittadino solo il 10 giugno 1902 per volontà dello zar di Russia e Polonia Nicola II. Tuttavia esisteva già un piccolo centro che si sviluppò nel basso medioevo grazie alle preziose miniere di zinco. Il grande sviluppo della fine dell'Ottocento portò ad una netta crescita della popolazione di circa 60.000 abitanti. Questo periodo di crescita produttiva e demografica non durò molto e la popolazione (salita ormai a circa 118.000 abitanti attorno al 1914) subì una grave crisi a causa della prima guerra mondiale.

### La rinascita dopo la prima guerra mondiale
La guerra aveva provocato gravi danni alla città distruggendo le preziose miniere che per Sosnowiec avevano significato un grandissimo sviluppo. Tuttavia la popolazione si riprese abbastanza velocemente dal primo conflitto mondiale.

### Le atrocità della guerra
Negli anni quaranta, Sosnowiec subì una nuova crisi a causa della guerra. Nel 1939 fu invasa, come parte della Polonia dalle truppe naziste ed in questo periodo la città conobbe le prime inimicizie di nazisti nei confronti della comunità ebraica, all'epoca molto sviluppata a Sosnowiec. Durante la seconda guerra mondiale, infatti, nel centro della città, venne creato dai nazisti il ghetto di Srodula (anticamente uno dei primi centri che si fusero in Sosnowiec) dal quale furono catturati molti ebrei che vennero poi inviati nei diversi campi di concentramento. Quando la Polonia venne divisa Sosnowiec entrò a far parte del Reich con Lodz e Czestochowa. Poco più a est vi era il confine con il Protettorato che comprendeva fra le altre città Varsavia, Cracovia e Lublino. Nel protettorato vi furono molti campi di concentramento nazisti fra i quali ricordiamo Majdanek, Belzec e Sobibòr. Nel Reich invece vi era Auschwitz.
Si legge, per esempio, negli archivi di Auschwitz che già il 12 maggio 1942 si utilizzarono, in una delle prime prove di Zyclon B, 1500 ebrei provenienti da Sosnowiec che vennero rinchiusi nelle camere a gas immediatamente, subito dopo il loro arrivo al campo di concentramento.
Sosnowiec è stata la sede di uno dei 45 sottocampi del campo di concentramento di Auschwitz.

### Sosnowiec dopo la seconda guerra mondiale
Sosnowiec venne liberata dall'armata rossa nel 1945 ma l'Unione Sovietica non dette certo libertà alla città che attraversò un periodo molto difficile fino agli anni ottanta quando riacquisterà finalmente la libertà dall'Unione Sovietica.
Tuttavia, nel 1945 quasi tutta la Slesia passerà sotto la Polonia ampliando non solo il paese, ma anche l'area di influenza della città che, dopo la guerra aveva un grande bisogno di dare lavoro ai suoi abitanti, almeno a quelli rimasti, visto che la comunità ebraica fu completamente sradicata dalla città; basti pensare che prima del 1939 vi erano oltre 50.000 ebrei a Sosnowiec (quasi il 30% della popolazione della città che contava nel 1939 129.160 abitanti) e nel 1946 la loro comunità era ridotta allo 0,9% della popolazione.

### Sosnowiec negli anni novanta e duemila
Libera dal controllo sovietico, come il resto della Polonia, Sosnowiec poté riprendersi molto bene dalla seconda guerra mondiale che aveva segnato la sua storia praticamente dal suo inizio.
Dalle dieci miniere e le cinque fonderie di zinco da cui era nata, si passò al settore terziario, soprattutto al turismo che segnò una nuova era di grande sviluppo.
Vennero aperti anche nuovi quartieri, parchi e musei; il vecchio palazzo Schoen divenne un vero e proprio tempio della cultura ospitando ogni genere di eventi artistici e culturali.
A Sosnowiec si stabilirono numerose industrie italiane legate all'automobile e all'industria del bianco (tra cui Magneti Marelli, Gilardini, Bitron).
Nel 1999 la città entrò a far parte del voivodato della Slesia, che sostituiva il vecchio voivodato di Katowice che, sotto i sovietici, aveva semplicemente "ospitato" i nuovi territori della Slesia unificati alla Polonia senza mai progredire.
Alle porte del nuovo millennio Sosnowiec è una città ormai centenaria che, nonostante sia nata in un periodo difficile nella storia dell'umanità ed abbia dovuto fronteggiare due crudeli guerre e diversi periodi di stallo economico e sociale, si è saputa riprendere guardando sempre avanti per il bene della città e del paese.

## Monumenti e luoghi d'interesse

### Palazzo Schöen

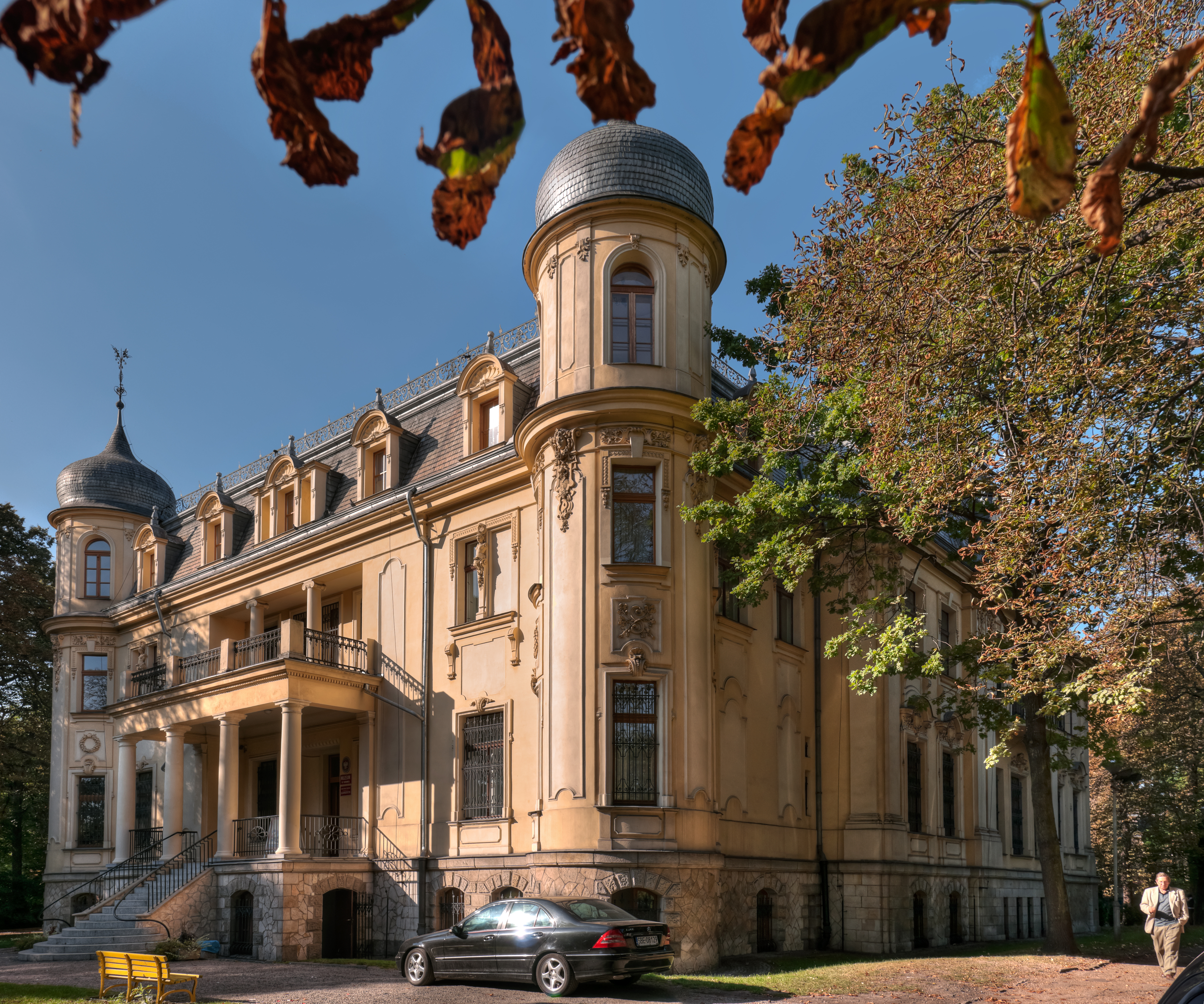
Palazzo Schöen

Il palazzo Schöen è un edificio costruito da Ernst Schon alla fine del diciannovesimo secolo situato nella città di Sosnoviec. La costruzione è circondata da un vasto parco neo-romantico. È stato ristrutturato più volte, soprattutto dopo la seconda guerra mondiale quando fu adibito a palazzo con appartamenti riservati.
Dal 1980 il palazzo di Schöen è divenuto monumento del distretto di Katowice. Dal 1985 è diventato museo di Sosnowiec, e nel 2005 si sono celebrati i 20 anni da quella data. Durante questi venti anni il museo ha ospitato molti eventi culturali come esposizioni, concerti, congressi e concorsi.

### Edifici
- Castello Sielecki
- Università della Slesia (Facoltà di informatica e di Filologia)
- Palazzo Wilhelma
- Palazzo di Dietel
- Villa Piątkowski
- Il Duomo
- Chiesa evangelica (San Giovanni)
- Chiesa del Cuore di Gesù (la chiesa ferroviaria)
- Chiesa della Nascita di Maria a Sielec
- Chiesa di San Pietro e Paolo
- Chiesa di Santa Barbara
- Chiesa di San Giovanni Battista
- Chiesa ortodossa a Sosnowiec

## Società

### Evoluzione demografica
Nel seguente grafico viene mostrata la crescita demografica di Sosnowiec dal 1902 al 2006. In poco più di 100 anni, e nonostante due guerre mondiali, la popolazione si è moltiplicata di quattro volte.
Abitanti censiti

## Geografia antropica

### Quartieri

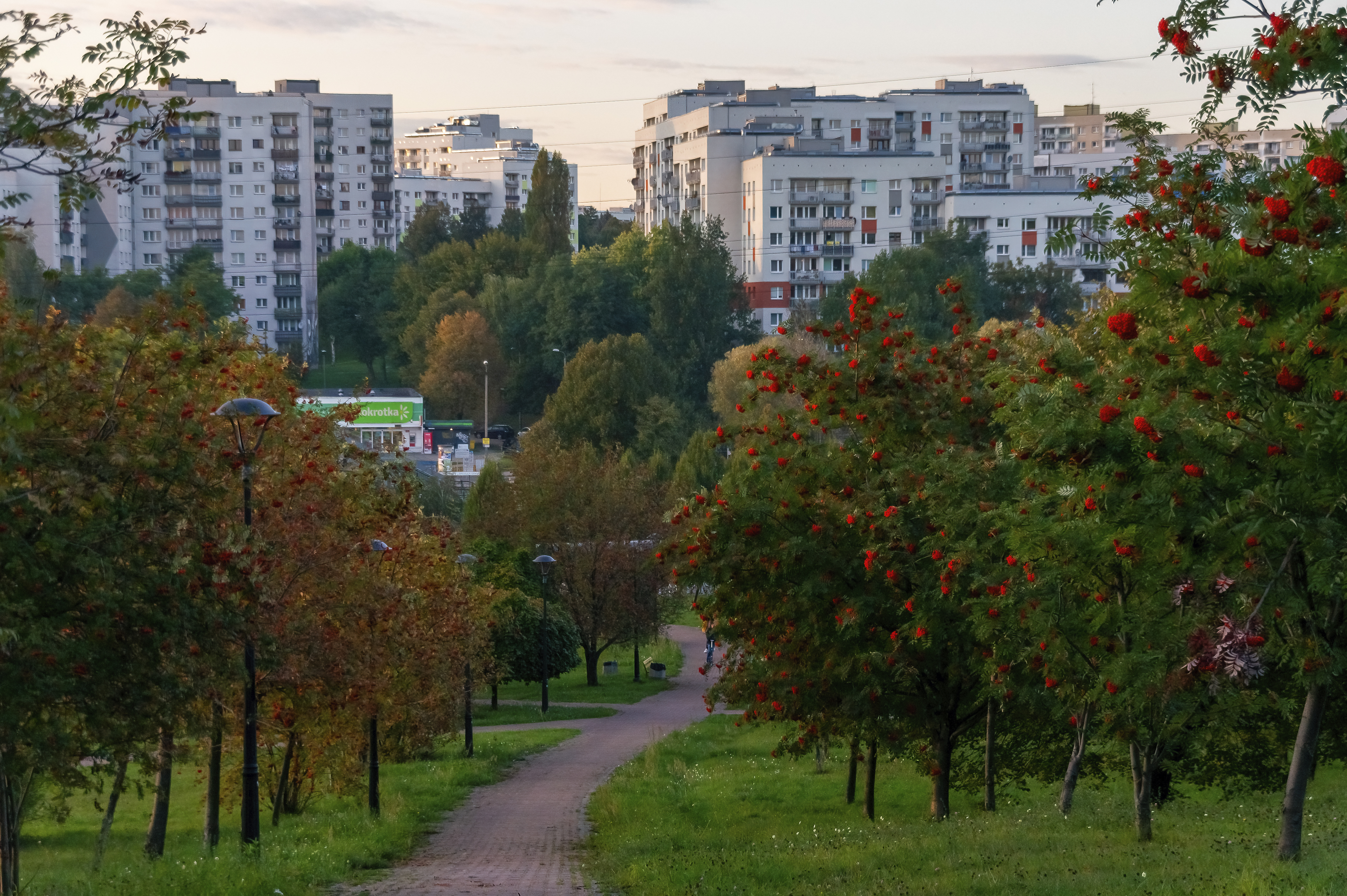
Il Quartiere di Srodula

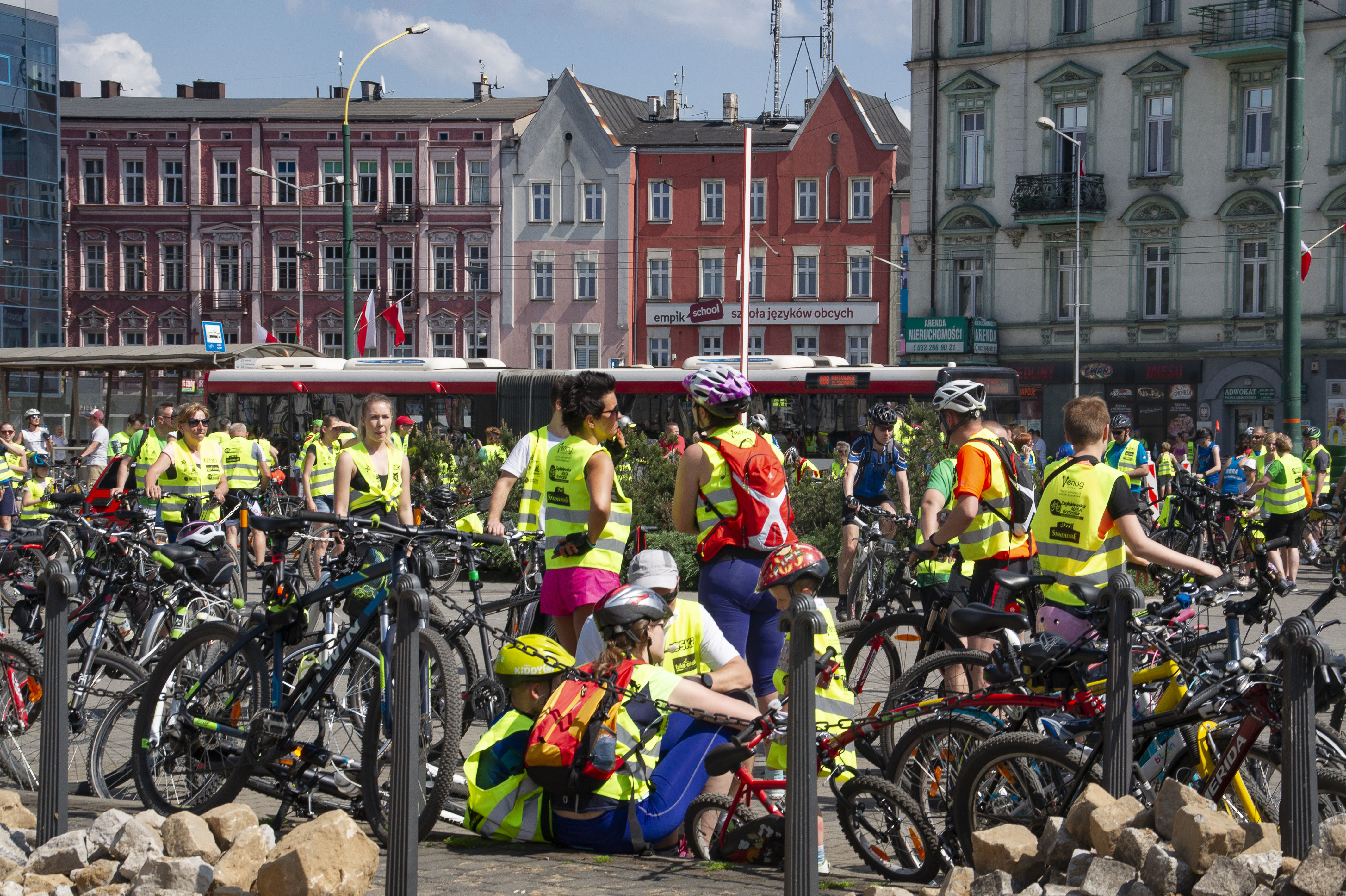
Il Quartiere di Śródmieście

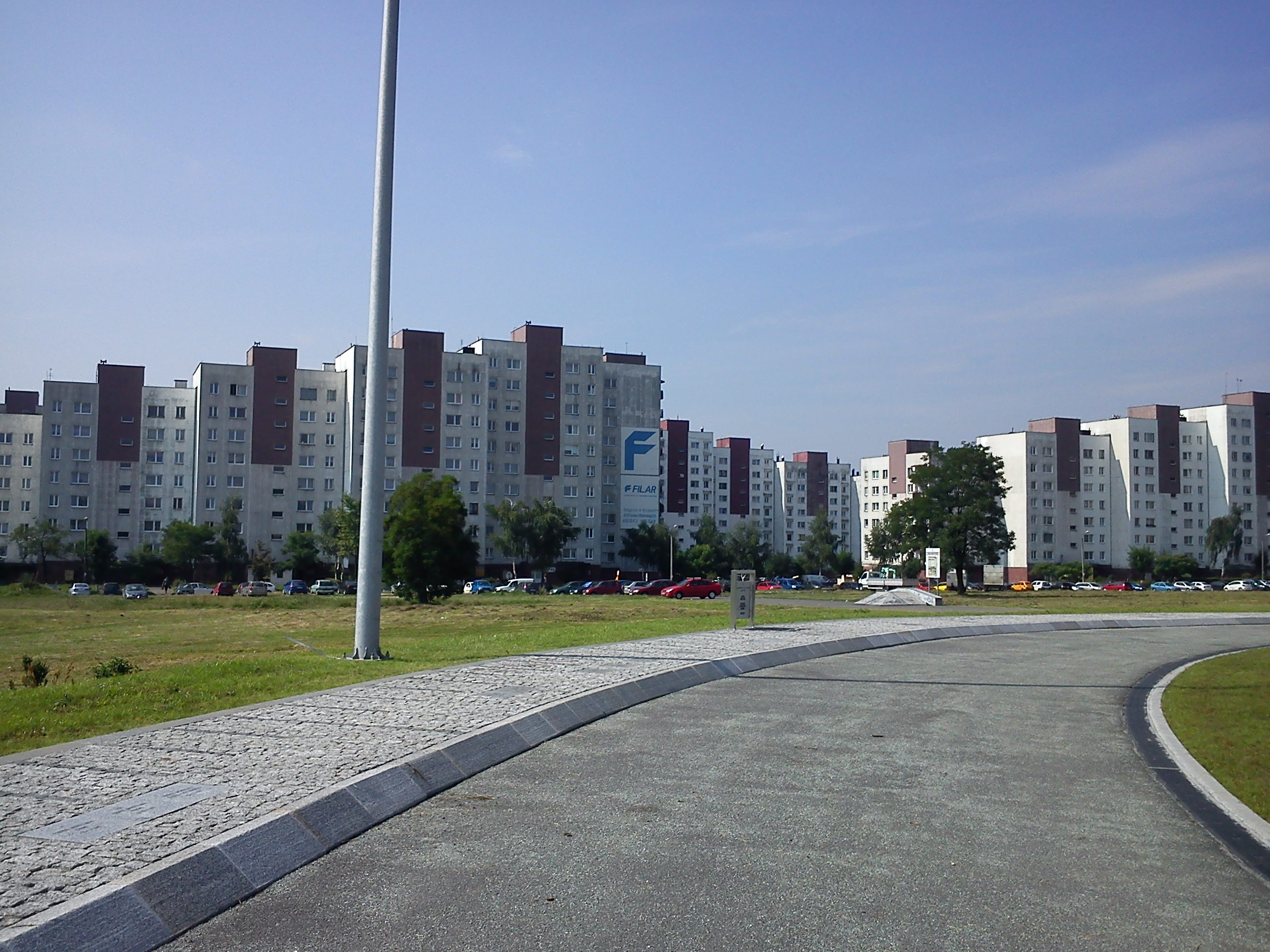
Il Quartiere di Zagórze

Sosnowiec è suddivisa in 21 quartieri, alcuni dei quali esistevano come centri indipendenti già nel basso medioevo, attorno al 1282. Altri quartieri si crearono solo più tardi, nel 1880 circa, e furono proprio questi che, unendosi a quelli già preesistenti, formarono il primo centro di Sosnowiec che riuscì poco dopo a divenire città. Questa la lista completa dei quartieri di Sosnowiec:
- Milowice
- Sielec
- Pogoń
- Modzejów
- Niwka
- Środula
- Radocha
- Dańdówka
- Dębowa Góra
- Jęzor
- Juliusz
- Kazimierz Górniczy
- Klimontów
- Maczki
- Milowice
- Modrzejów
- Niwka
- Ostra Górka
- Ostrowy Górnicze
- Pogoń
- Porąbka
- Radocha
- Rudna
- Sielec
- Stary Sosnowiec
- Środula
- Śródmieście
- Zagórze

## Economia
La città si trova nel bacino del carbone della Slesia, che alimentava importanti impianti siderurgici e metallurgici. Particolarmente preziose erano le miniere di zinco, che hanno portato alla città un grande sviluppo. L'industria tessile e del vetro era molto importante. In passato si è sviluppata anche l’agricoltura e dal 1989 si è registrato un notevole sviluppo nel settore dei servizi. La zona è stata inquinata da fabbriche e acciaierie che lavorano lo zinco, che ha anche portato a piogge acide. Tuttavia, dal 1989 la situazione è notevolmente migliorata, anche a causa del declino dell'industria pesante. Ci sono industrie metallurgiche, alimentari e del vetro, e la città fa parte del GOP (Orecinto industriale della Slesia Superiore), una vasta area industriale della Slesia Superiore, che comprende tra gli altri. Katowice, Gliwice, Zabrze, Bytom e Jaworzno.

## Infrastrutture e trasporti
La stazione di Sosnowiec Główny fa da nodo ferroviario sulla linea Vienna-Varsavia. Gli aeroporti internazionali più vicini sono quelli di Katowice-Pyrzowice e di Cracovia-Balice.

## Amministrazione

### Gemellaggi
- Komárom
- Les Mureaux
- Nonantola
- Roubaix
- Suceava

## Sport
Sosnowiec vide anche nascere diversi club sportivi nel corso della sua storia. I più importanti di questi sono lo Zagłębie Sosnowiec Calcio, lo Zagłębie Sosnowiec Basket e lo Zagłębie Sosnowiec Hockey sul ghiaccio.

## Galleria d'immagini

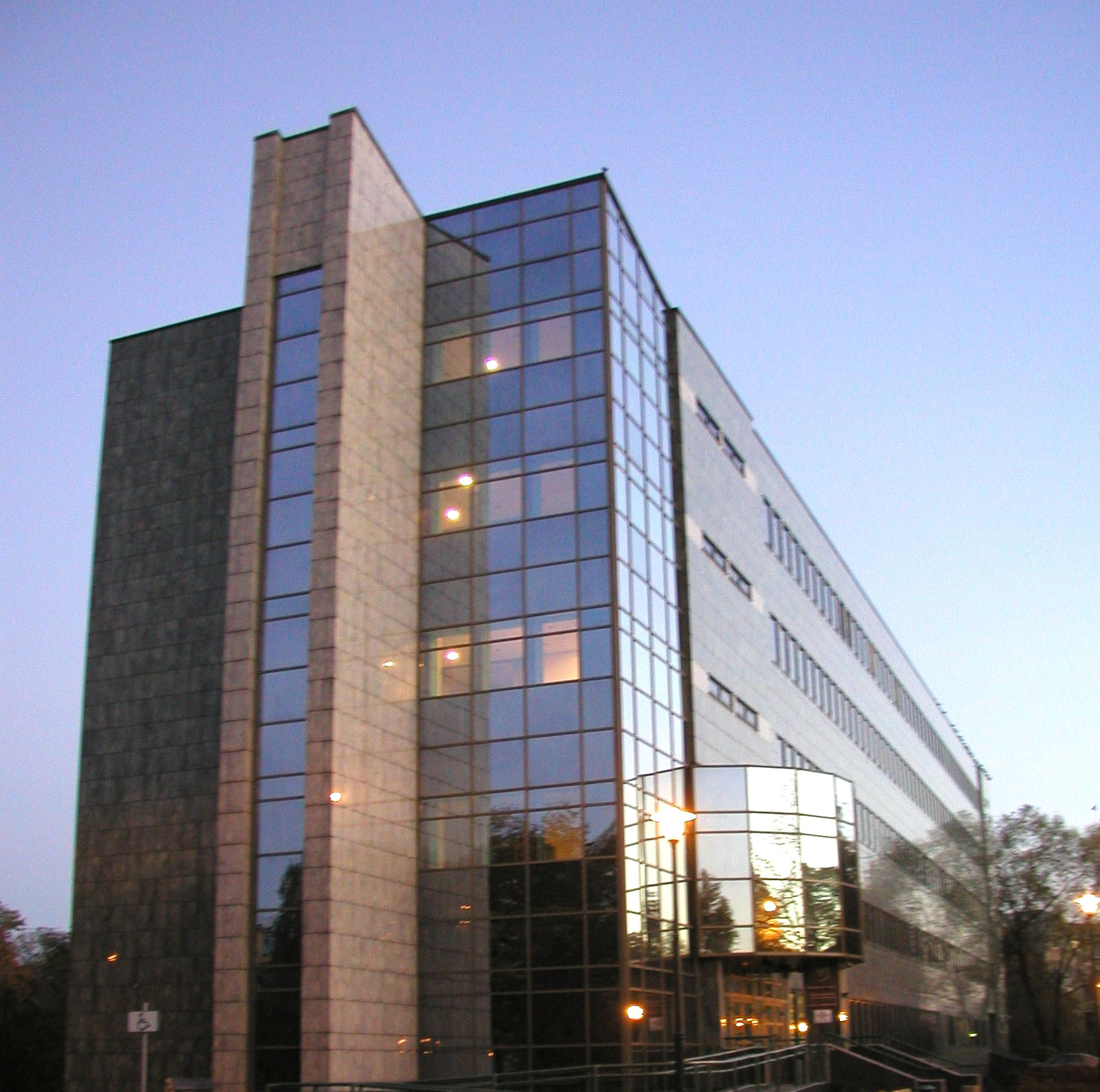
Università della Slesia (Facoltà di Informatica)
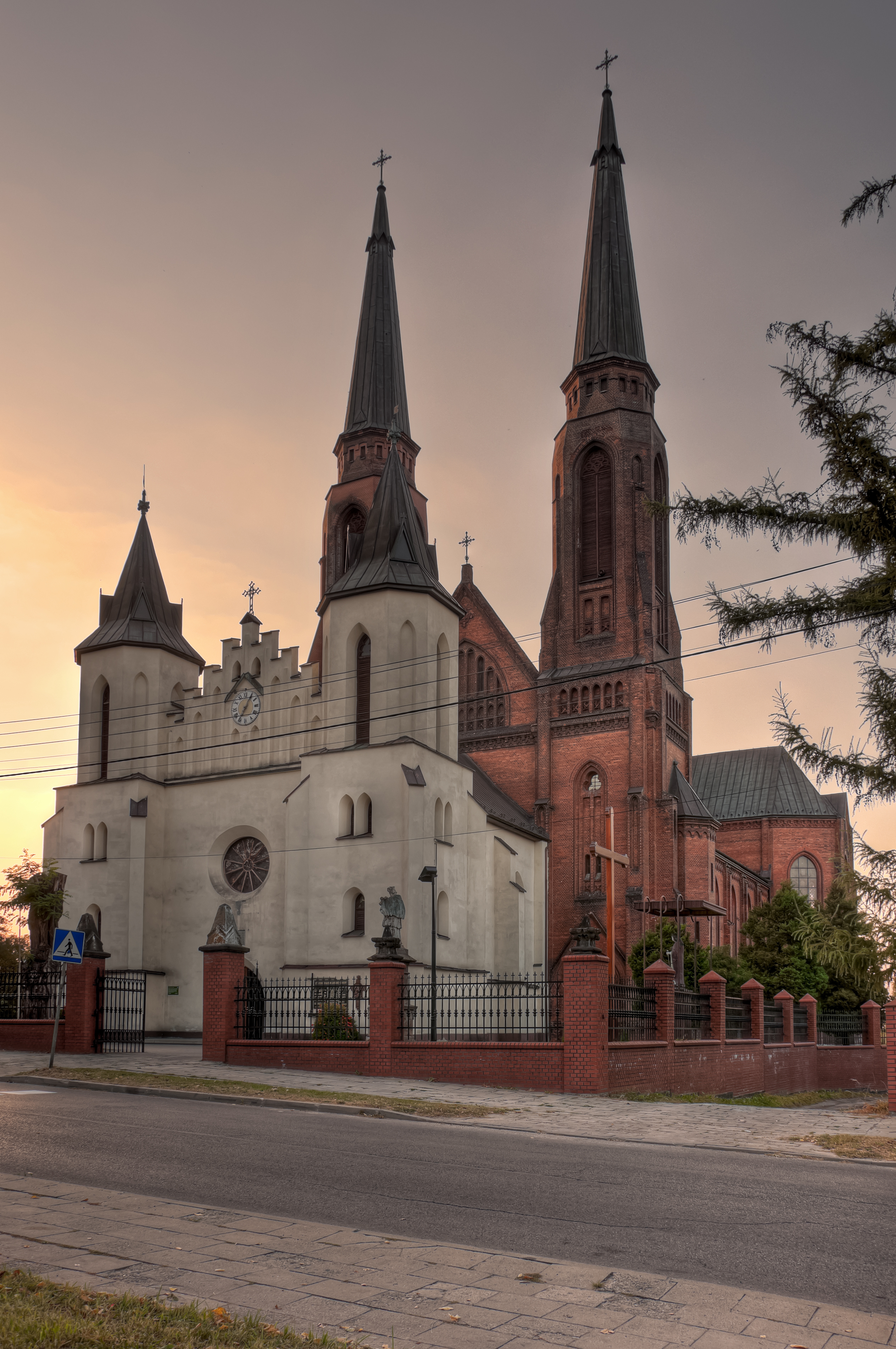
Chiesa di San Gioacchino nel quartiere di Zagórze
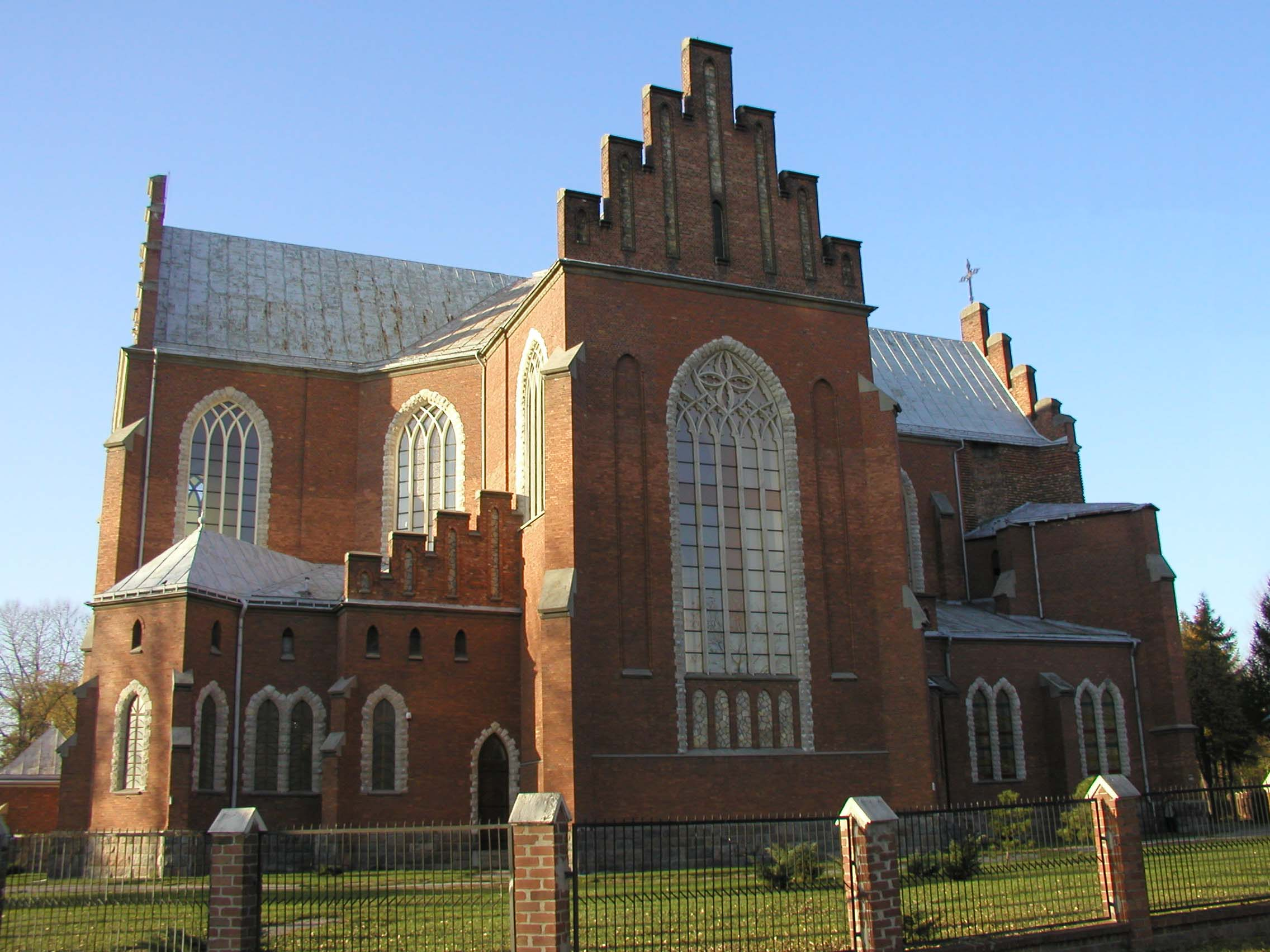
Chiesa della Nascita di Maria
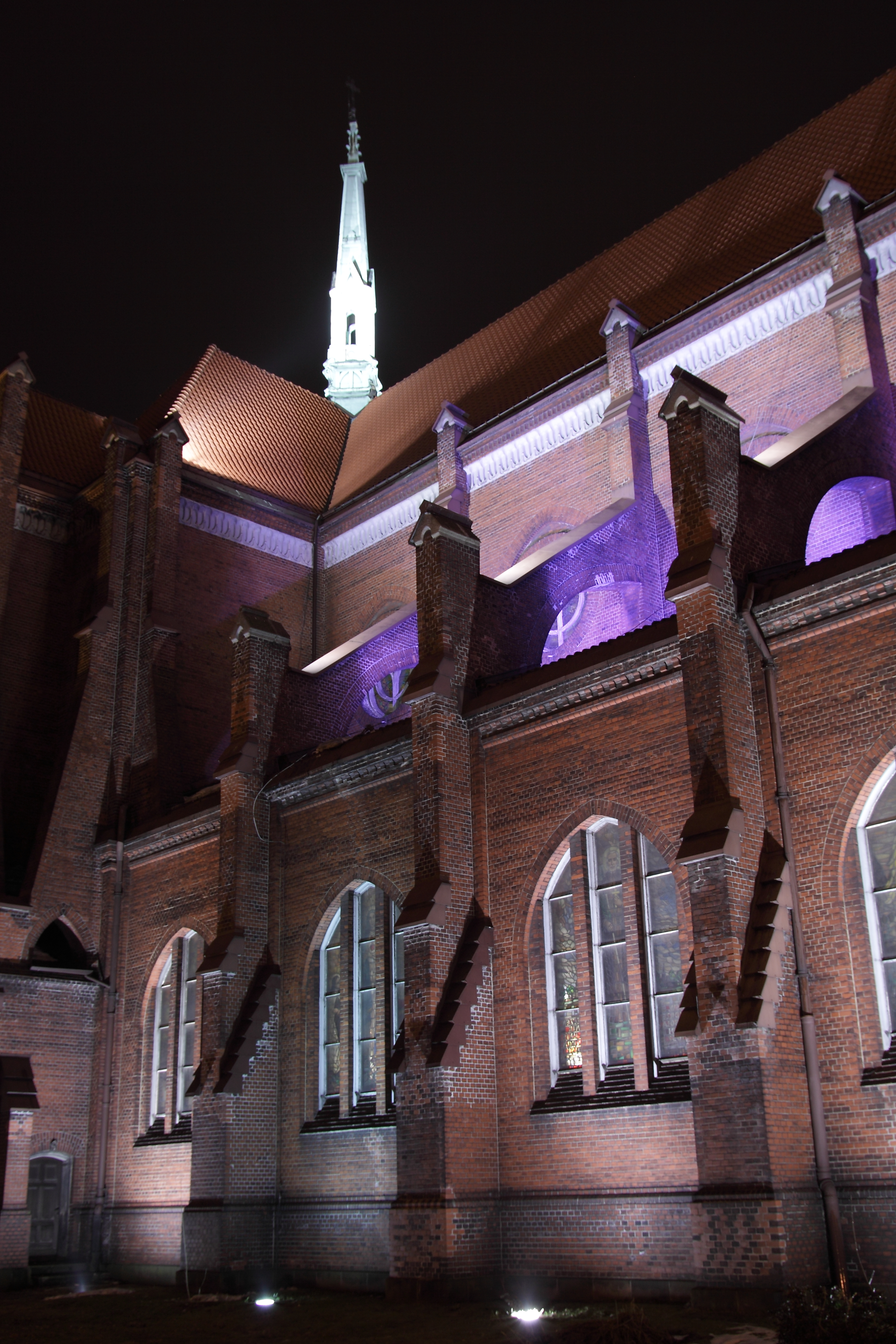
Chiesa di San Tommaso nel quartiere di Pogoń
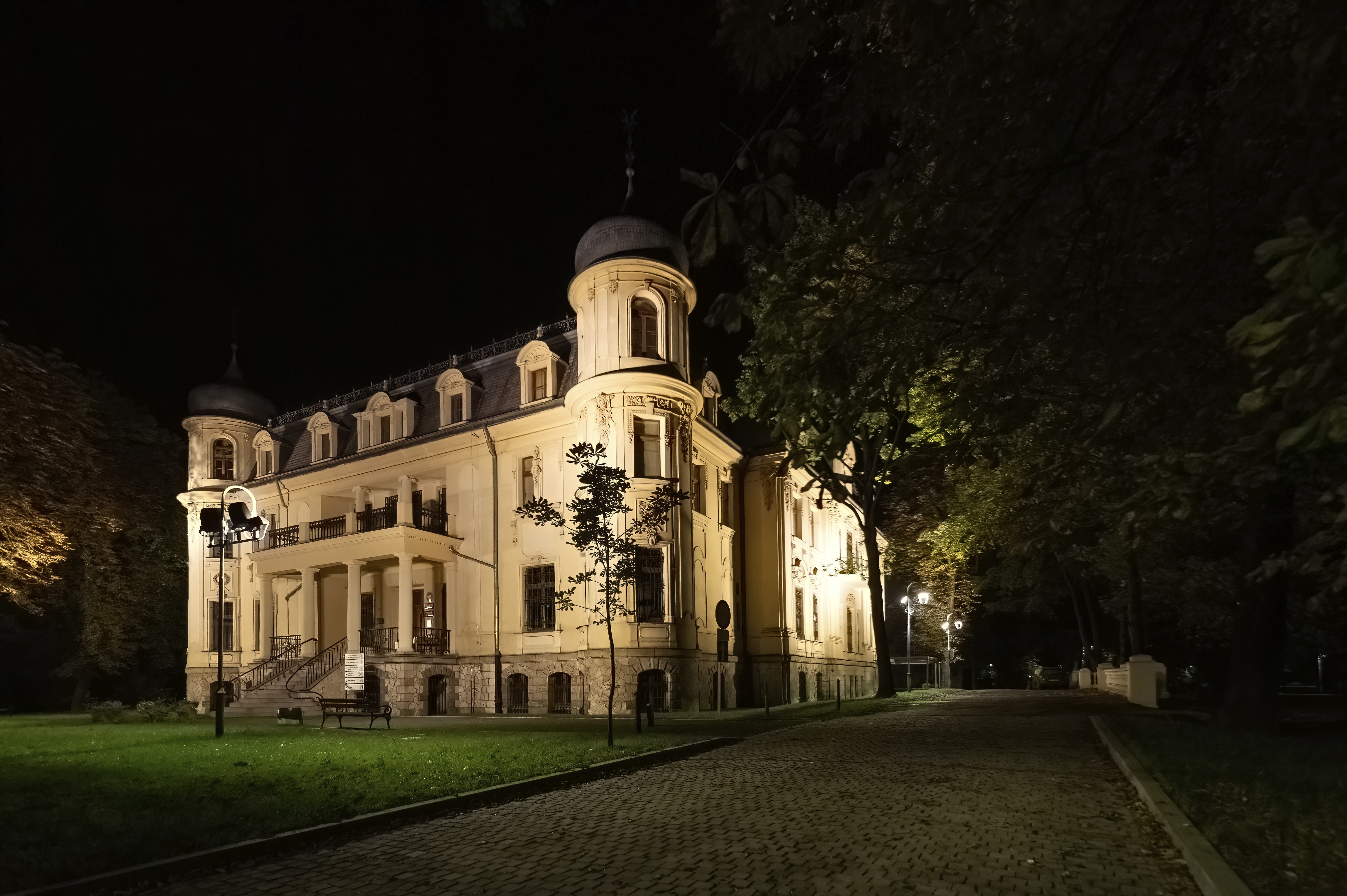
Palazzo Schoen
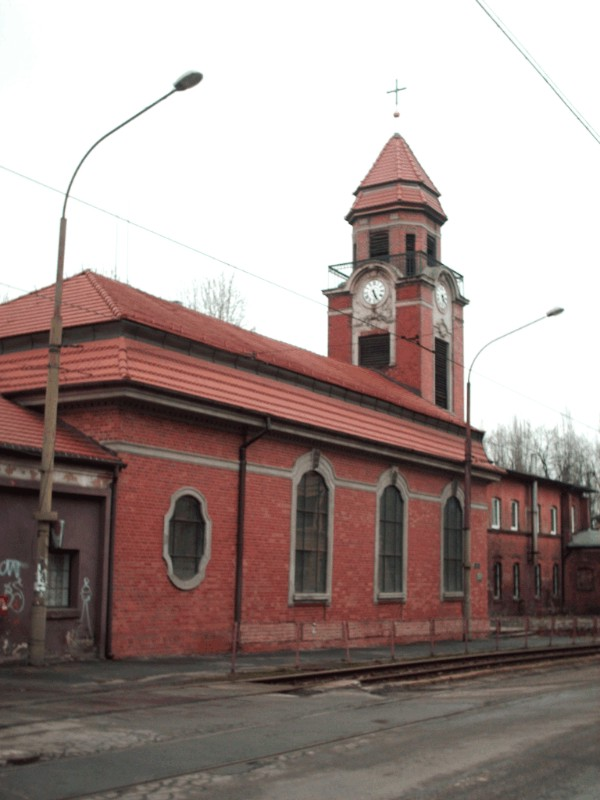
Chiesa Evangelica
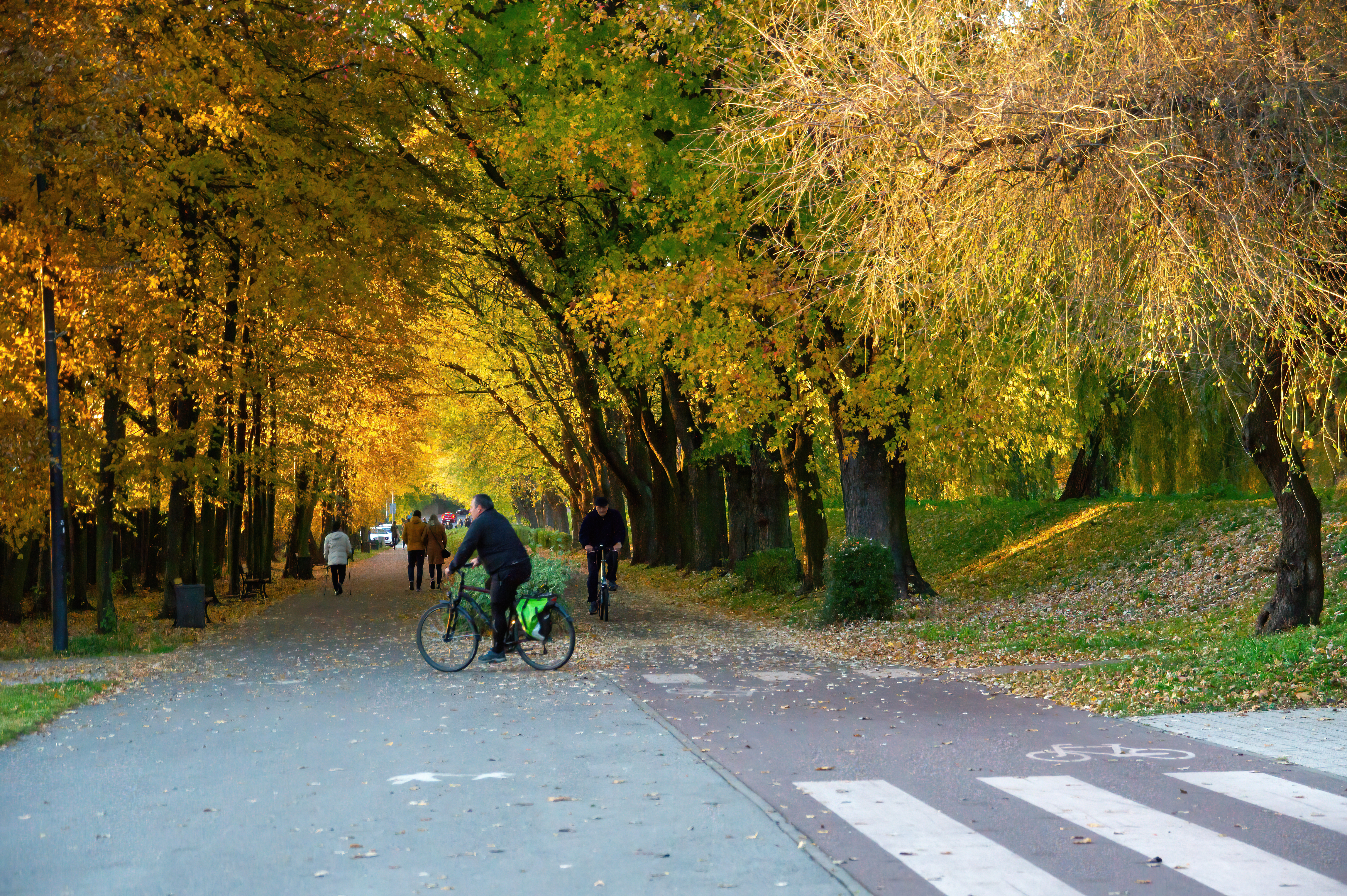
Granica Katowic i Sosnowca, okolice stawu Stawiki
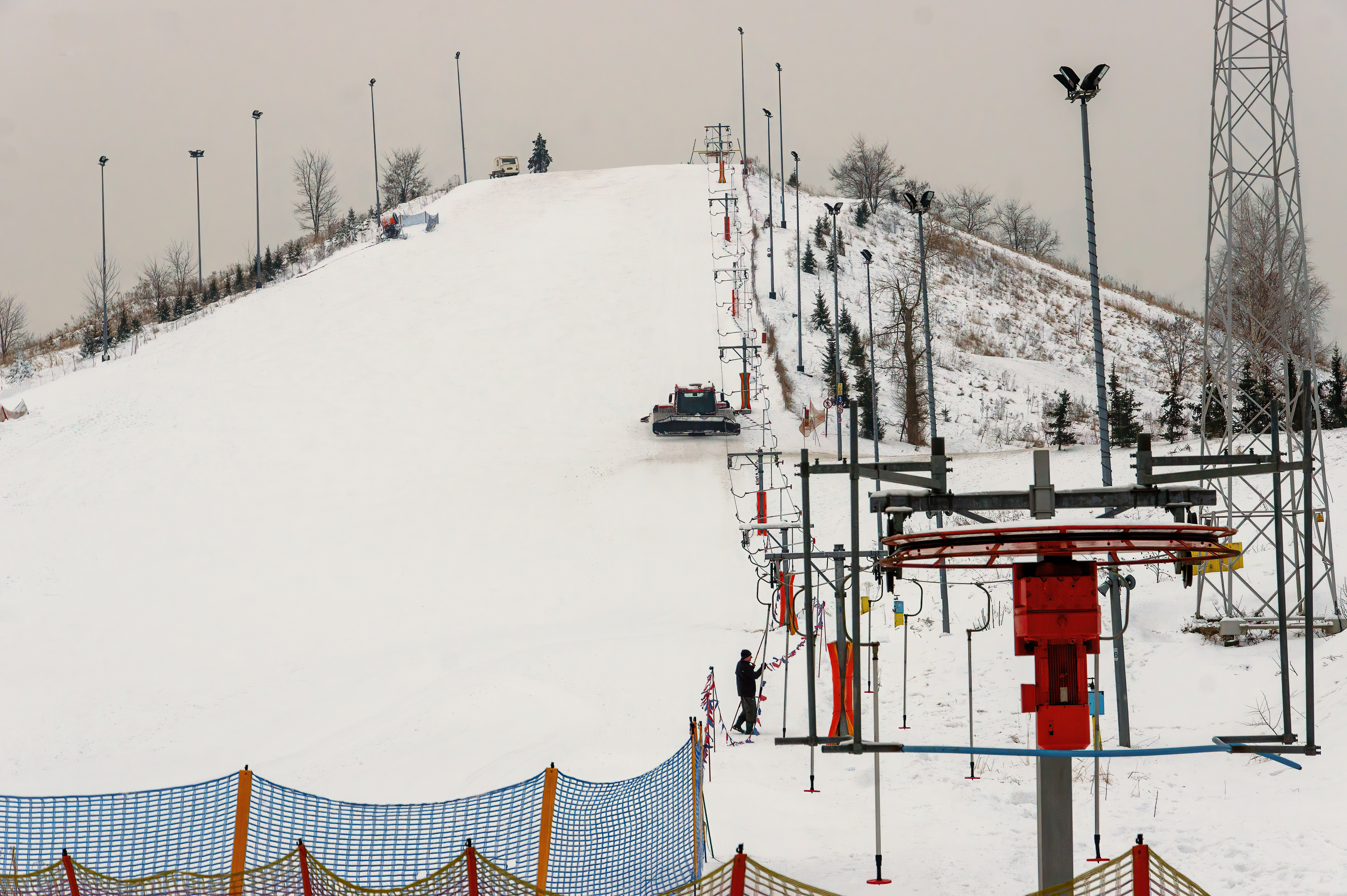
Collina di Środula
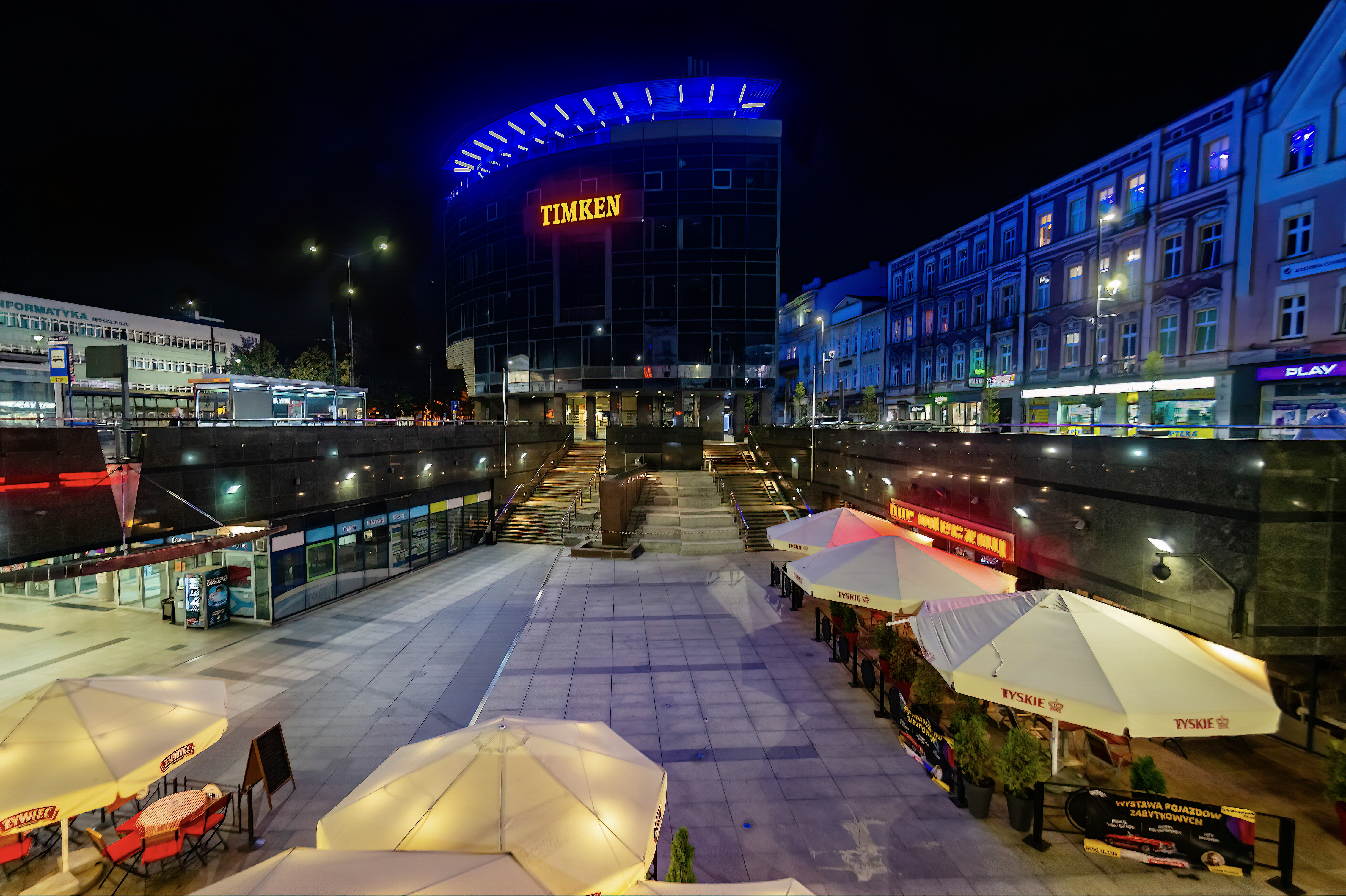
Centro di Sosnowiec
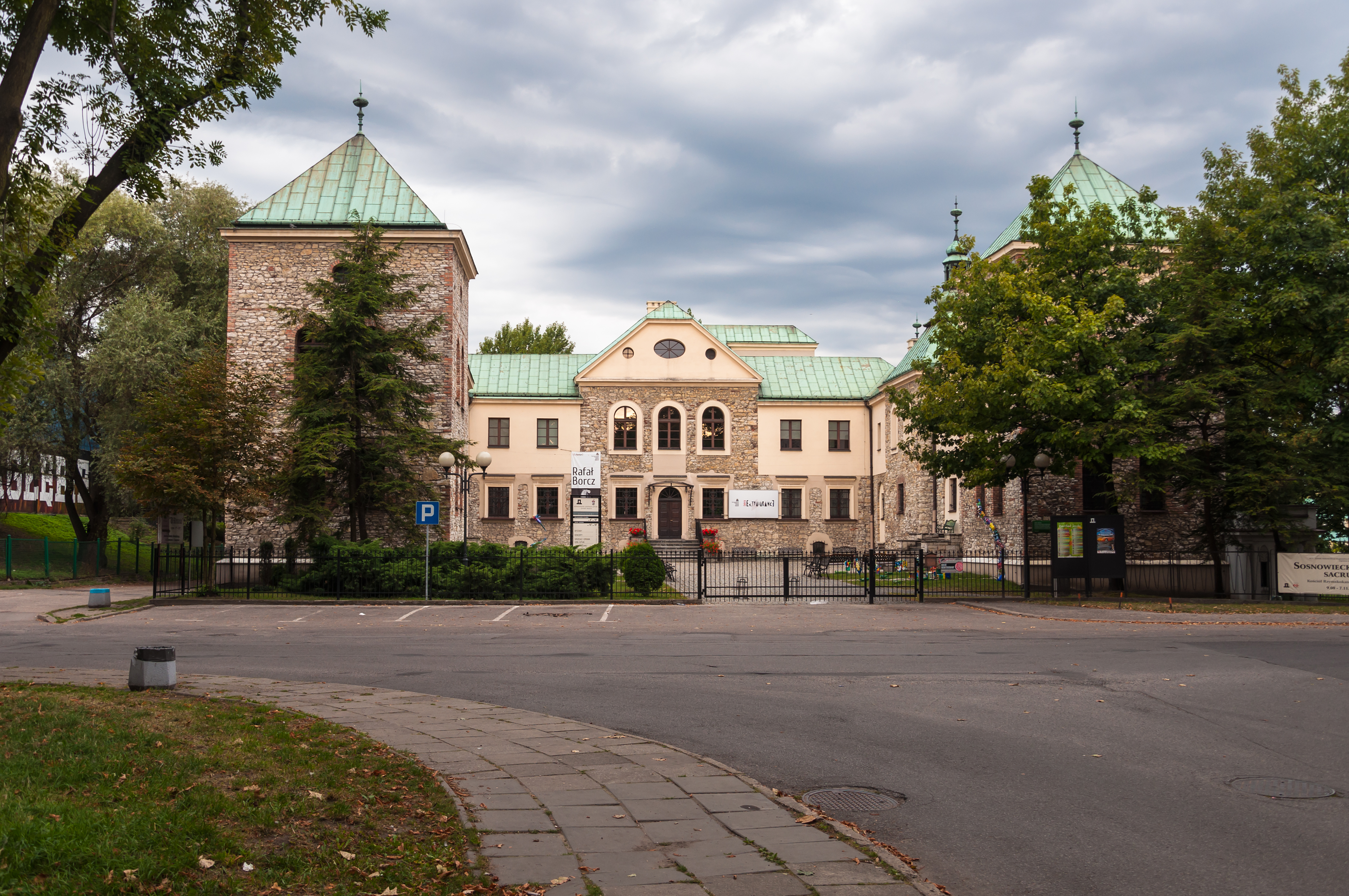
Castello Sielecki
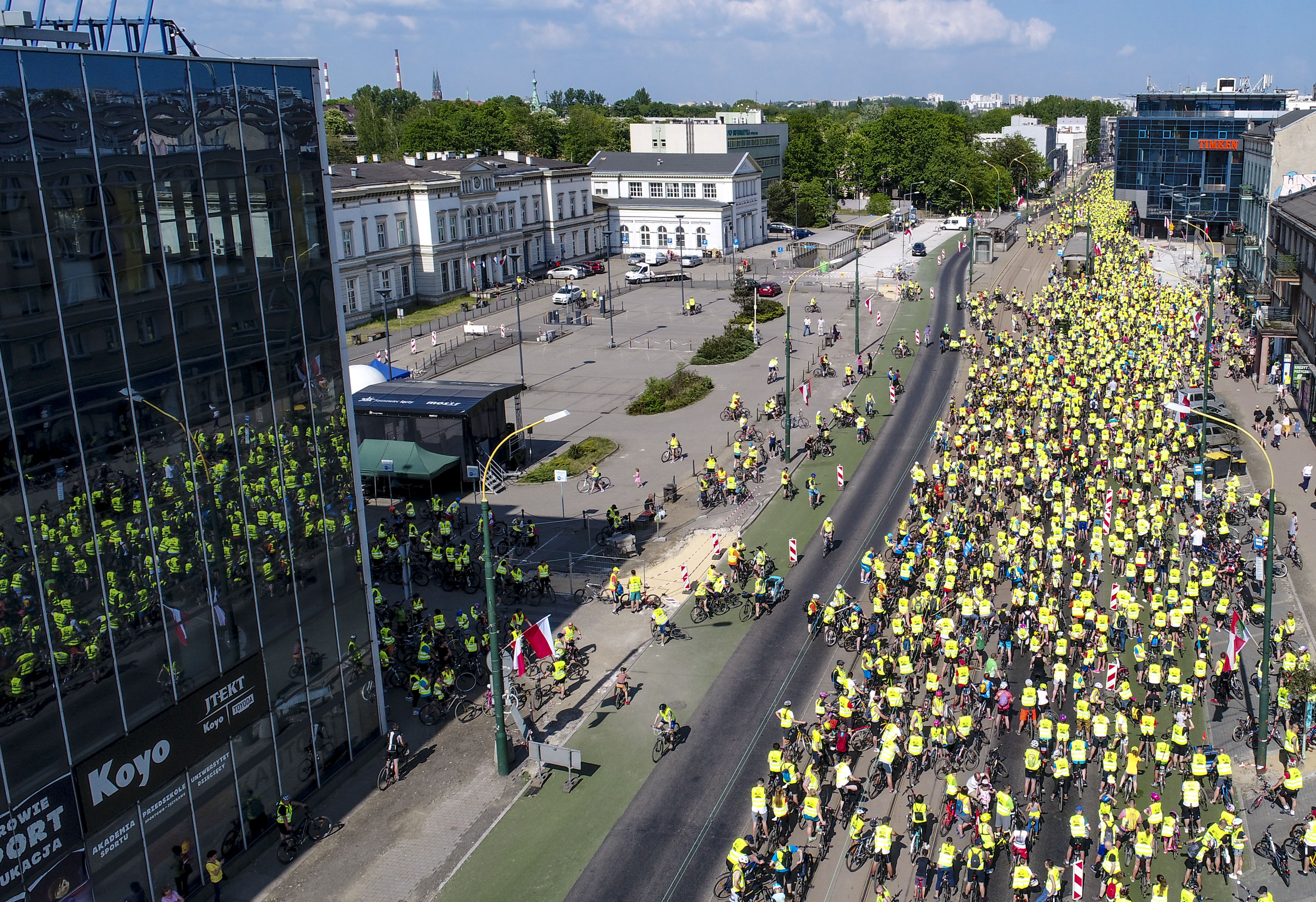
una delle strade principali di Sosnowiec - il passaggio di migliaia di ciclisti durante l'evento Zagłębiowska Masa Krytyczna
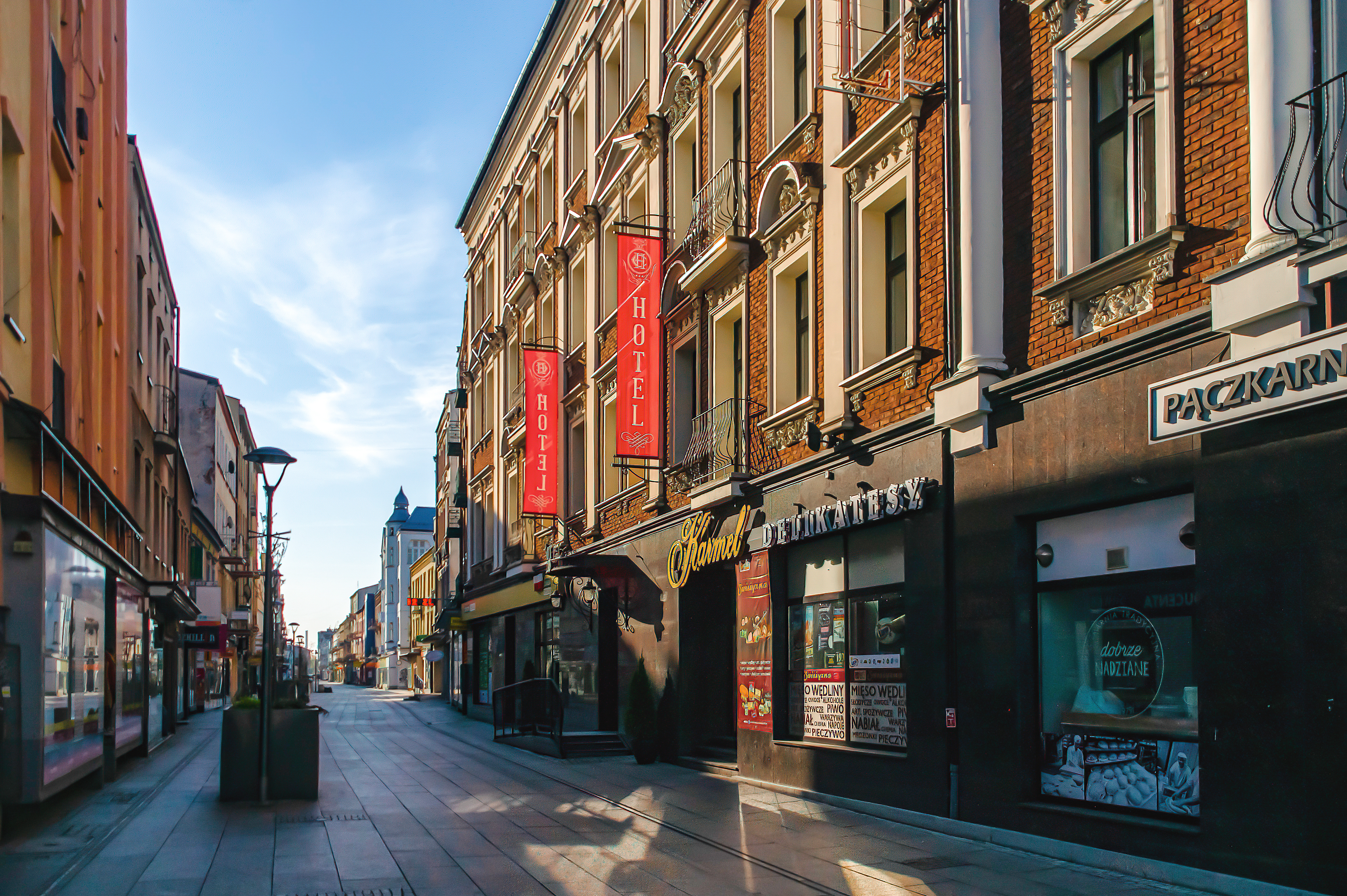
Via Modrzejowska